# Ottia meiospora
Ottia, monotipski rod crvenih algi smješten u porodicu Ottiaceae, jedina u redu Ottiales. Jedina vrsta je O. meiospora koja živi u slatkim vodama.

## Sinonimi
- Balbiania meiospora Skuja 1944
- Audouinella meiospora (Skuja) Garbary 1987

## Vanjske poveznice
Ottia meiospora (Ottiaceae, Rhodophyta), a new genus and family endophytic within the thallus of Nothocladus (Batrachospermales, Rhodophyta)